# Viquipèdia en grec
La Viquipèdia en grec (en grec: Βικιπαίδεια, Vikipédia) és l'edició en grec de la Viquipèdia. Va ser creada l'1 de desembre del 2002. El gener del 2006 tenia 7.500 articles. El 10 d'octubre del 2006 va arribar als 15.000 articles i el 17 de març del 2007 als 20.000. L'abril del 2010 va superar els 50.600 articles, i va esdevenir la 44a Viquipèdia més grossa per nombre d'articles. El juliol de 2019 va arribar als 133.000 articles.

## Cobertura mediàtica
En la premsa hom ha afirmat que la Viquipèdia en grec és una bona font d'informació; tanmateix, ha rebut crítiques habituals per tenir un punt de vista no neutral en articles relacionats amb la política. Addicionalment, la Viquipèdia en grec va rebre cobertura mediàtica significativa amb motiu de les seves accions, com per exemple en el 10è aniversari de la seva cració. A més, alguns articles sencers de la Viquipèdia en grec acostumen a ser incorporats en articles de notícies i altres llocs web en grec.